# Incoronazione di spine (Caravaggio)
L'Incoronazione di spine è un dipinto a olio su tela (127x165 cm) realizzato probabilmente nel 1603 circa dal pittore italiano Caravaggio. È conservato nel Kunsthistorisches Museum di Vienna. In passato apparteneva alla raccolta del marchese Vincenzo Giustiniani.

## Storia e descrizione
Secondo il biografo di Caravaggio Giovanni Pietro Bellori, una Incoronazione di spine venne eseguita per Vincenzo Giustiniani, e un dipinto con tale soggetto è ricordato nel 1638 nelle collezioni Giustiniani. Bellori menziona l'opera dopo aver descritto la cappella Cerasi in Santa Maria del Popolo. Per questo motivo e per le "variazioni imprevedibili sul registro stilistico" che si incontrano nel percorso del pittore, la datazione dell'opera è controversa: secondo alcuni, e in particolare Maurizio Marini (che la data al 1599), Mina Gregori (che la colloca alla fine degli anni romani), Sebastian Schütze (che propende per il 1602/03) e Tomaso Montanari (anch'egli a favore della datazione al 1602/03), essa si colloca vicino alle commissioni della Cerasi, mentre altri, come Ferdinando Bologna (che sulla scorta di Roberto Longhi la data tra il 1606 e il 1607), la collocano al primo o addirittura secondo periodo napoletano. L'impostazione del dipinto, costruita sull'intersezione delle diagonali e sulla raffigurazione dell'episodio in un clima di tacita immobilità, che culmina nell'espressione del Cristo, sembrano poter far pensare a una simultaneità compositiva con i quadri della cappella Cerasi, che Bellori definiva come storie "affatto senza azzione".
La tela, sottolinea Montanari, come avveniva in opere dallo stesso soggetto era probabilmente posta più in alto rispetto allo spettatore: questi era così equiparato al popolo ebraico a cui si rivolgeva dal balcone del proprio palazzo, qui accennato dalla balaustra in basso a sinistra, Pilato. Egli è quasi certamente la figura pensierosa, in armatura e cappello piumato, di sinistra, simile nella postura e nelle fattezze alla figura del proconsole Egeas nella Crocifissione di sant'Andrea. Ciò potrebbe essere indice di una collocazione dell'opera nel periodo napoletano oppure, come si vede nella Flagellazione di Cristo di Capodimonte e nella successiva Salomè con la testa del Battista di Londra, del ricordo che Caravaggio conserva dei modelli da lui raffigurati in opere precedenti.
Al centro del quadro è raffigurato Cristo, con la corona di spine sul capo e avvolto da un manto rosso porpora, percosso con due canne dagli aguzzini. La loro violenza cristallizzata e istantanea è in netto contrasto con l'espressione del Cristo: egli domina la composizione con dignità suprema e distacco, senza alcun interesse verso l'appellativo dispregiativo di "Re dei giudei" appena attribuitogli. La lux divina che colpisce direttamente e con decisione la spalla e il collo lo traspone in una dimensione sospesa e metafisica, distante dal comune sentire dei manigoldi e di Pilato.